# اجوود، شهرستان بوون، ایلینوی
اجوود (به انگلیسی: Edgewood) یک منطقهٔ مسکونی در ایالات متحده آمریکا است که در شهرستان بونی، ایلینوی واقع شده‌است. اجوود ۲۳۰٫۱۳ متر بالاتر از سطح دریا واقع شده‌است.